# ダミア・アベジャ・ペレス
ダミア・アベジャ・ペレス（Damià Abella Pérez、1982年4月15日 - ）は、スペイン・フィゲラス出身の元サッカー選手。ポジションはディフェンダー、ミッドフィールダー。
FCバルセロナのカンテラ出身で右サイドなど複数のポジションでプレーできる選手。スピード、スタミナ、テクニックの面に優れており、長身を十分に活かしたダイナミックなプレーが魅力。

## 所属クラブ
- バレンシアCF・メスタージャ 2002 - 2003
- UEフィゲレス 2003 - 2004
- FCバルセロナB 2004 - 2005
- FCバルセロナ 2004 - 2006

→ ラシン・サンタンデール 2006 (Loan)
- レアル・ベティス 2006 - 2010
- CAオサスナ 2010 - 2014
- ミドルズブラFC 2014 - 2016